# 1997年9月16日月食
1997年9月16日月食为一次在协调世界时1997年9月16日出現的月全食。該次月食半影食分為2.167、全影食分為1.197。偏食維持了99分，全食維持31分。

## 概述
這次月食的食分是23.64，偏食維持了99分，全食維持31分。

## 基本參數
- 類型：月全食
- 食甚資料：
  - 日期：1997年9月16日
  - 時間：18:47
  - 月球位置：赤經23.64度、赤緯-2.8度
  - 食分：半影食分：2.167、全影食分：1.197
  - 持續時間：偏食99分、全食31分

## 外部連結
- NASA月食專頁（页面存档备份，存于）（英文）